# Het Damspel
Het Damspel (нидерланд.: «Шашки» или «Шашечная игра») – официальный печатный орган Нидерландского Королевского шашечного союза (KNDB). Печатается на нидерландском языке.
Журнал издаётся с 10 марта 1906 года. Сначала выходил ежемесячно. В конце 50-х гг. XX века при увеличении объёма периодичность журнала изменилась на один раз в два месяца, в 21 веке периодичность уменьшена до пяти номеров в год, сейчас он выходит четыре раза в году.
В журнале освещается шашечная жизнь Нидерландов, крупнейшие соревнования  стране и мира. Турнирные отчёты сопровождаются партиями и комментариями. Немало места отводится для анализов наиболее актуальных теоретических вариантов. Публикуются классические и новые этюды, журналом проводились внутренние и международные конкурсы составления и решения. Печатаются оригинальные комбинации для начинающих и для квалифицированных шашистов, проводятся конкурсы и в этом жанре. Есть материалы о истории шашек и шашистах, интервью, шашечный юмор.
С журналом сотрудничали и сотрудничают сильнейшие шашисты Нидерландов, авторитетные в истории шашек гроссмейстеры Б. Шпрингер, Р. Келлер, П. Розенбург, Г. де Йонг, а в своё время в качестве редактора отдела «Эндшпиль» работал шашечный теоретик и автор книг И. Мозер.